# Ludwig Clamor Marquart
Ludwig Clamor Marquart (29 de marzo de 1804 - 10 de mayo de 1881) fue un farmacéutico, químico, naturalista, inventor, y empresario alemán nativo de Osnabrück.
Durante su adolescencia fue aprendiz de farmacéutico en la ciudad de Dissen, y después auxiliar de farmacia en Lingen y Werden. Más tarde fue supervisor de las farmacias en el distrito de Colonia, y en 1835 obtuvo un doctorado en Química Farmacéutica de la Universidad de Heidelberg. En 1837 inició un instituto privado de farmacia en Bonn, donde impartió clases hasta 1845. Uno de sus estudiantes en el instituto fue el reconocido químico Carl Remigius Fresenius (1818-1897).
En 1845 fundó la empresa «Chemischer Marquart's Lager Utensilien» en Bonn, que era una fábrica que elaboraba productos de química fina y farmacéutica. Actualmente, la operación en Bonn es parte de la empresa Evonik, por lo que es uno de los más antiguos productores de sustancias químicas en Alemania. Se lo considera coinventor de polvo de hornear en un proyecto con Justus von Liebig y Eben Norton Horsford. Marquart produjo el primer polvo de hornear industrial como parte de su negocio.
A Marquart se le atribuye haber acuñado el término "antocianinas" para denotar el pigmento azul de la florecimiento de maíz.
- La abreviatura «Marquart» se emplea para indicar a Ludwig Clamor Marquart como autoridad en la descripción y clasificación científica de los vegetales.[2]